# Natriumlactaat
Natriumlactaat is het natriumzout van melkzuur. Het is een wit poeder, dat sterk hygroscopisch is en goed oplosbaar is in water. 
Het wordt geproduceerd door gisting van koolhydraten: suiker of een suikerbron, zoals zetmeel, aardappel of melasse, waarbij melkzuur wordt gevormd. Dat wordt dan geneutraliseerd met de base natriumhydroxide tot natriumlactaat.
Dezelfde procedure, met andere basen, gebruikt men voor de productie van kalium- en calciumlactaat die net als natriumlactaat toegelaten zijn als voedingsadditief. Ze behoren tot de groep van voedingszuren, die gebruikt worden als zuurteregelaar en conserveermiddel. Het E-nummer van natriumlactaat is E325; het mag zonder begrenzing (quantum satis) aan voedingsmiddelen toegevoegd worden. Het kan ook door personen met melkallergie of lactose-intolerantie gebruikt worden, omdat geen melk bij de productie van natriumlactaat gebruikt wordt.
Natriumlactaat is ook gebruikt als weekmaker in papier en textiel, en wordt toegevoegd aan sommige geneesmiddelen, cosmetica en detergenten, zoals vloeibare zepen, vochtinbrengende emulsie en gels, omdat het een effectieve bevochtiger is. 
De stof is opgenomen in de lijst van essentiële geneesmiddelen van de WHO.